# Полска пшеница
Полската пшеница (Triticum polonicum) е вид растение от семейство Житни (Poaceae).
Таксонът е описан за пръв път от Карл Линей през 1762 година.